# Gora Isaeva
Gora Isaeva (englische Transkription von russisch Гора Исаева Gora Issajewa) ist ein Hügel im ostantarktischen Mac-Robertson-Land. In der Aramis Range der Prince Charles Mountains ragt er nahe dem Mount Afflick auf.
Russische Wissenschaftler benannten ihn. Der Namensgeber ist nicht überliefert.